# Чемпионат Европы по конькобежному спорту 1900
Чемпионат Европы по конькобежному спорту 1900 года — восьмой чемпионат Европы, который прошёл 3 по 4 февраля 1900 года на озере в Словакии Штрбске-Плесо (Австро-Венгрия). Чемпионат проводился на четырёх дистанциях: 500 метров — 1500 метров — 5000 метров — 10000 метров. В соревнованиях принимали участие только мужчины — 6 конькобежцев из 4 стран. Абсолютным победителем чемпионата Европы во второй раз подряд стал Педер Эстлунд из Норвегии. Россию на чемпионате представляли Эдуард Фолленвейдер и Франц Ватен.

## Результаты чемпионата
| место | спортсмен           | страна                        | 500 м        | 1500 м     | 5000 м       | 10000 м     |
| ----- | ------------------- | ----------------------------- | ------------ | ---------- | ------------ | ----------- |
| 1     | Педер Эстлунд       | Норвегия                      | 47,7 (1)     | 2.39,9 (1) | 9.15,8 (1)   | 22.45,2 (1) |
| (2)   | Франц Ватен         | Великое княжество Финляндское | 49,6 (2)     | 2.48,7 (2) | 9.45,6 (3)   | 25.25,7 (3) |
| (3)   | Ян Греве            | Нидерланды                    | 1.01,2 Ф (6) | 2.50,3 (3) | 9.27,8 Ф (2) | 24.07,3 (2) |
| Б/М   | Эдуард Фолленвейдер | Россия                        | 50,3 (3)     | 3.01,9 (5) | 10.07,2 (5)  | -           |
| Б/М   | Андор Пецзелы       | Венгрия                       | 51,0 (4)     | 2.53,2 (4) | 9.53,8 (4)   | -           |
| Б/М   | Иосиф Вайс          | Австрия                       | 52,5 (5)     | 3.12,2 (6) | 11.14,5 (6)  | -           |

## Ссылка
Результаты конькобежного спорта с 1887 года и по наши дни, анг.